# Hitrostno drsanje na kratke proge na Zimskih olimpijskih igrah 1998

## Moški

### 500 m
| Medalja | Tekmovalec               | Čas    |
| Zlato   | Takafumi Nishitani (JPN) | 42.862 |
| Srebro  | An Yulong (KIT)          | 43.022 |
| Bron    | Hitoshi Uematsu (JPN)    | 43.713 |

### 1,000 m
| Medalja | Tekmovalec          | Čas      |
| Zlato   | Kim Dong-Sung (KOR) | 1:32.375 |
| Srebro  | Li Jiajun (KIT)     | 1:32.428 |
| Bron    | Eric Bedard (KAN)   | 1:32.661 |

### 5,000 m štafeta
| Medalja | Ekipa                                                                 | Čas      |
| Zlato   | Kanada (Eric Bedard, Derrick Campbell, François Drolet, Marc Gagnon)  | 7:06.075 |
| Srebro  | Južna Koreja (Chae Ji-Hoon, Lee Jun-Hwan, Lee Ho-Eung, Kim Dong-Sung) | 7:06.776 |
| Bron    | Ljudska republika Kitajska (Li Jiajun, Feng Kai, Yuan Ye, An Yulong)  | 7:11.559 |

## Ženske

### 500 m
| Medalja | Tekmovalka            | Čas    |
| Zlato   | Annie Perreault (KAN) | 46.568 |
| Srebro  | Yang Yang (S) (KIT)   | 46.627 |
| Bron    | Chun Lee-Kyung (KOR)  | 46.335 |

### 1,000 m
| Medalja | Tekmovalka           | Čas      |
| Zlato   | Chun Lee-Kyung (KOR) | 1:42.776 |
| Srebro  | Yang Yang (S) (KIT)  | 1:43.343 |
| Bron    | Won Hye-Kyung (KOR)  | 1:43.361 |

### 3,000 m štafeta
| Medalja | Ekipa                                                                              | Čas      |
| Zlato   | Južna Koreja (Chun Lee-Kyung, Won Hye-Kyung, An Sang-Mi, Kim Yun-Mi)               | 4:16.260 |
| Srebro  | Ljudska republika Kitajska (Yang Yang (A), Yang Yang (S), Wang Chunlu, Sun Dandan) | 4:16.383 |
| Bron    | Kanada (Christine Boudrias, Isabelle Charest, Annie Perreault, Tania Vicent)       | 4:21.205 |